# A32 (Italië)
De A32, ook wel Autostrada del Frejus genoemd, is een autosnelweg in Italië.
De weg loopt vanaf de noordelijke ringweg van Turijn (A55) via Oulx naar Bardonecchia, vanwaar de A32 verdergaat als T4, welke door de Fréjustunnel naar Frankrijk loopt. Bij Bardonecchia vormt de A32 op ongeveer 1300 meter de tweede hoogste autosnelweg van Italië, na de A22 over de Brennerpas.
Op twee stukken van de A32 moet er voor een vast bedrag tol betaald worden. Bij het tolstation van Avigliana moet er € 4,20 afgerekend worden. Even verderop moet er bij het tolstation van Salbertrand € 5,80 betaald worden. Daarmee is de A32 over haar gehele lengte veruit de duurste snelweg van Italië. Het laatste stuk van de A32 tussen Oulx en Bardonecchia is tolvrij. Voor de Fréjustunnel moet echter weer opnieuw tol betaald worden op de T4.

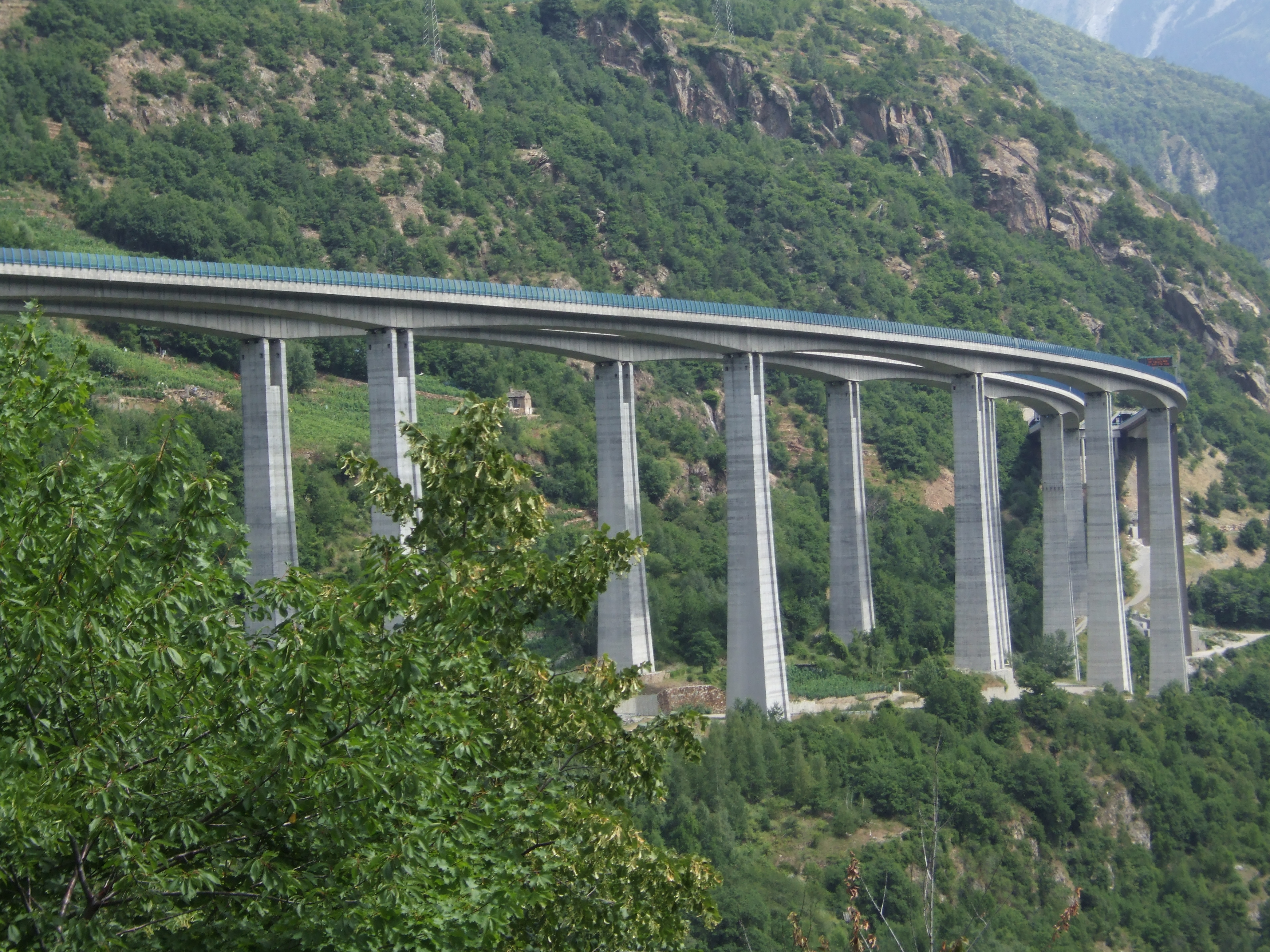
Een van de talrijke bruggen van de A32.